# COGLAG
ガスタービンエレクトリック・ガスタービン複合推進方式（英語: COmbined Gas turbine eLectric And Gas turbine, COGLAG）は、船の推進方式の一種。低速・巡航時はガスタービンエンジンを用いたターボ・エレクトリック方式による電気推進を使用し、高速時には別のガスタービンエンジンによる機械駆動も併用して推力を得る方式である。主に艦船で使用される。発電機駆動用エンジンがディーゼルエンジンであるものは、CODLAG（ディーゼルエレクトリック・ガスタービン複合推進方式）と呼ばれる。
ガスタービンエンジンは、低速時や、最大出力時より出力が小さな場合は、燃費が悪くなってしまう欠点がある。そのため複数のガスタービンエンジンを搭載し、低速・巡航時は発電機用ガスタービンを駆動する事によって最大出力に近づけ、その電力及びモーターにより航行する。この電気推進により低速時の効率の悪さを改善し、燃費を良くして航続距離を伸ばす。高速時には他のガスタービンエンジンを併用し、機械駆動として出力をあげる。

## 採用例
海上自衛隊
- 試験艦「あすか」
- 2代目あさひ型護衛艦
- まや型護衛艦
- イージス・システム搭載艦